# Králova Lhota
Králova Lhota (deutsch Königslhota) ist eine Gemeinde in Tschechien. Sie liegt 21 Kilometer nördlich von Písek und gehört zum Okres Písek.

## Geographie

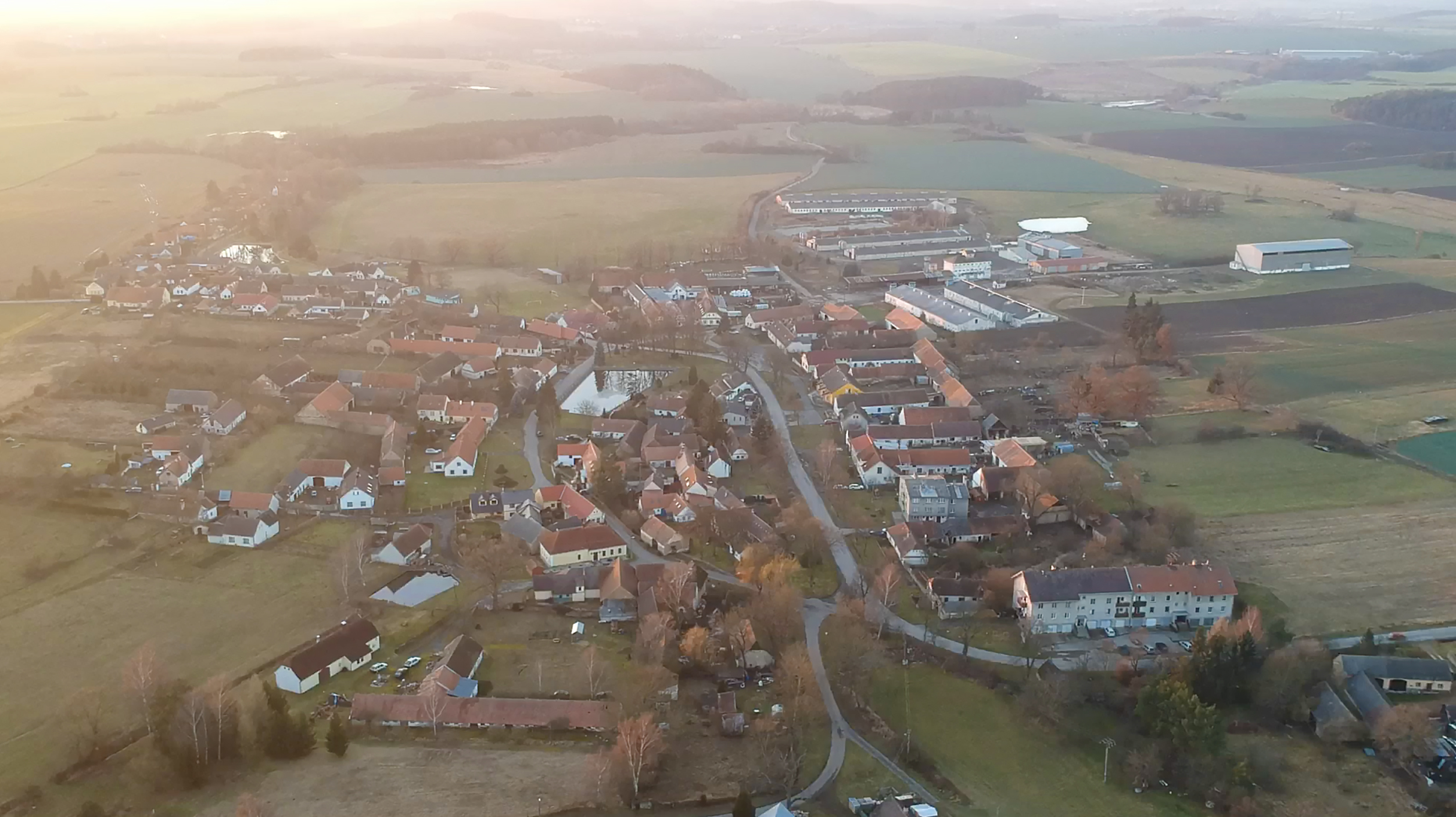
Luftbild von Králova Lhota

Králova Lhota befindet sich im Mittelböhmischen Hügelland zwischen den Tälern der Moldau und der Skalice. Nordöstlich erhebt sich der Krahulík (520 m).
Nachbarorte sind Šerkov im Norden, Kožlí und Orlík nad Vltavou im Nordosten, Višňovka und Probulov im Osten, Nevězice im Südosten, Laziště im Süden, Čimelice, Nový Dvůr und Krsice im Südwesten, Nerestce im Westen sowie Lety im Nordwesten.

## Geschichte
Im 13. Jahrhundert erfolgte die Rodung und Besiedlung der Wälder zwischen Moldau und Skalice. Das Dorf war eines der zahlreichen nach dem Lhotensystem gegründeten Dörfer, deren Siedler für einen bestimmten Zeitraum von den Abgaben und Diensten an die Obrigkeiten befreit waren. Diese Dörfer wurden alle mit dem Namen Lehota, aus dem später Lhota wurde, bezeichnet. Die erste urkundliche Erwähnung von Lehota stammt aus dem Jahre 1361. Lhota war dem königlichen Vogt in Lety unterstellt und wurde zur Unterscheidung vom unweit gelegenen weiteren Ort Lhota als Králova Lhota bezeichnet.
1421 trennte König Sigismund Králova Lhota von den königlichen Güter los und überschrieb den Ort an Matěj Brus von Kovářov. Nachfolgende Besitzer des Dorfes waren ab 1437 Bušek Sekerka von Sedčice, ab 1461 Jindřich Sádlo von Kladrubec und ab 1471 Smil Hodějovský von Hodějov.
Nach der Aufhebung der Patrimonialherrschaften gehörte Králova Lhota von 1850 bis 1880 zur Gemeinde Orlík und wurde dann eigenständig. 1910 hatte das Dorf 411 Einwohner, 1921 waren es 385. Während der Zeit des Protektorates Böhmen und Mähren bestand am Krahulík nördlich des Dorfes das KZ Lety für Sinti und Roma. 1961 wurde Lažiště eingemeindet.

## Gemeindegliederung
Die Gemeinde Králova Lhota besteht aus den Ortsteilen Králova Lhota (Königslhota) und Laziště (Neuwiesen).

## Sehenswürdigkeiten
- Kapelle in Králova Lhota
- Kirche in Lažiště
- Gedenkstein für die Opfer des Roma-Lagers Lety, am Berg Krahulík, nördlich des Ortes